# کوین استید
کوین استید (انگلیسی: Kevin Stead; ۲ اکتبر ۱۹۵۸ – ۱۹ ژانویهٔ ۲۰۱۶) بازیکن فوتبال اهل بریتانیا بود.
از باشگاه‌هایی که در آن بازی کرده‌است می‌توان به باشگاه فوتبال آرسنال، باشگاه فوتبال تاتنهام هاتسپر، و باشگاه فوتبال آکسفورد سیتی اشاره کرد.